# Tachymenis
Tachymenis — рід отруйних змій родини полозових (Colubridae). Представники цього роду мешкають в Південній Америці.

## Види
Рід Tachymenis нараховує 3 види:
- Tachymenis ocellata (Dumeril, Bibron, & Dumeril, 1854)
- Tachymenis peruviana Wiegmann, 1835
- Tachymenis trigonatus (Leybold, 1873)

## Етимологія
Наукова назва роду Tachymenis походить від сполучення слів дав.-гр. ταχυς — швидкий і μηνις — гнів.